# ویلیام پریرا

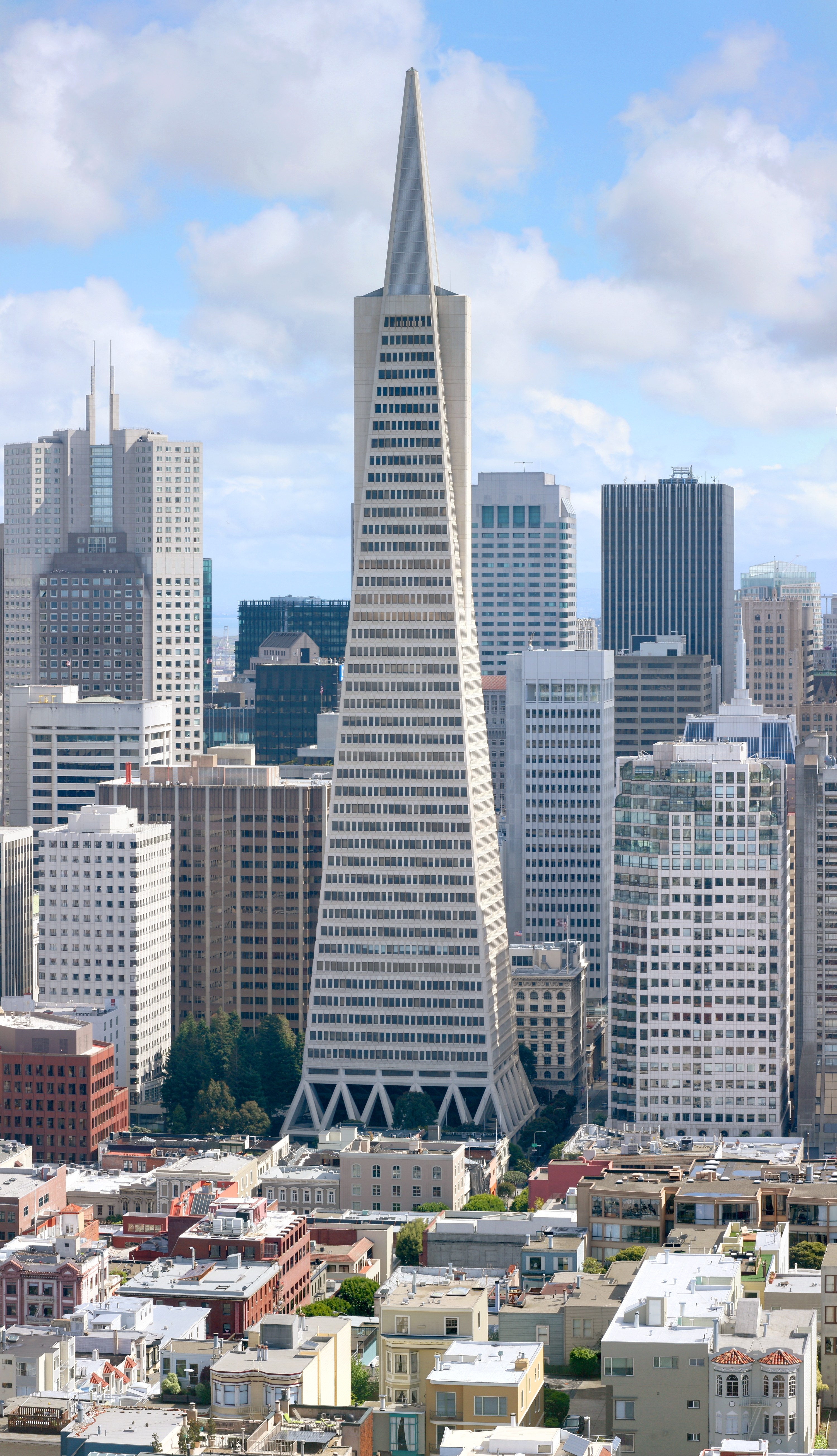
هرم ترانس آمریکا در سان فرانسیسکو ۱۹۷۲

ویلیام پریرا (به انگلیسی: William Pereira) (زاده ۱۹۰۹ در شیکاگو، ایلینوی) معمار پرتغالی‌الاصل اهل ایالات متحده آمریکا بود. بسیاری مشهورترین اثر از میان آثار فراوان او را ساختمان هرمی شکل ترانس-آمریکا در سانفرانسیسکو نامیده‌اند. او مدتی در دانشگاه جنوب کالیفرنیا تدریس نمود، جایی که فرانک گری نزد او شاگردی نمود.
او در سال ۱۹۸۵ درگذشت.

## آثار
- کتابخانه گایزل
- ترانزامریکا پیرامید

### آثار در ایران
در زمان پهلوی، پریرا ۳ اثر مهم را در ایران طراحی کرد و ساخت:
- ترمینال فرودگاه بین‌المللی مهرآباد[۲]
- مرکز آموزشی هلیکوپترهای بل در تهران[۳]
- دانشگاه علوم پزشکی ایران (مرکز پزشکی شاهنشاهی سابق[۴]) که نیمه‌کاره ماند.[۵]

در پنجم اکتبر ۱۹۸۰، و پس از تصرف سفارت آمریکا در تهران و تیرگی روابط ایران و آمریکا، سپاه پاسداران اموال شرکت او William L. Pereira & Associates را توقیف و مصادره کردند. پریرا و شرکا از ایرانیان به دولت آمریکا شکایت بردند و ۲٫۷ میلیون دلار ادعای خسارت کردند.